# Ylikiiminki
Ylikiiminki este o fostă comună din Finlanda.